# Rete Città Sane
La Rete Città Sane è una delle iniziative promosse dall'Organizzazione Mondiale della Sanità (l'Agenzia delle Nazioni Unite per la salute), attraverso il "Progetto Città Sane" per aiutare le città a diffondere la consapevolezza della salute pubblica, sviluppare le politiche locali per la salute ed i programmi sanitari, prevenire e superare le minacce ed i rischi per la salute, anticipare le sfide future per la salute. Il progetto, gestito dal Centro per la Salute Urbana dell'OMS, ha come quadro di riferimento la Carta di Ottawa del 1986 dove l'OMS afferma la stretta relazione che lega la salute con le città ed indirizza le politiche di salute su tre punti fermi:
- integrare le politiche di gestione diretta della salute con le politiche strategiche che appartengono ad altri settori dell'attività amministrativa ma hanno un'influenza sulla salute dei cittadini intesa in senso ampio;
- promuovere lo sviluppo della città secondo criteri di equità, sostenibilità ed attenzione alla persona;
- incoraggiare la partecipazione dei cittadini alle scelte politiche che hanno un effetto concreto sulla loro vita.

Il movimento delle Città Sane si è progressivamente diffuso in tutti i continenti. Solo in Europa ci sono più di 1200 città in 30 Paesi che oggi lavorano l'una accanto all'altra sulle priorità proposte dall'OMS e su temi scelti ad hoc dalle Reti nazionali.

## Associazione italiana Rete Città Sane
In Italia, il progetto Città Sane è partito nel 1995 come movimento di Comuni per poi diventare nel 2001 Associazione senza fini di lucro. Oggi gli Enti (Comuni e regioni) che fanno parte della rete sono circa 70. Capofila della rete italiana è il comune di Modena. La sua struttura organizzativa prevede un'Assemblea generale dei soci, un Comitato Direttivo, il Presidente ed il Collegio dei Revisori Contabili.
Tra i principali risultati conseguiti c'è un piano orientato a favorire un'azione effettiva di promozione della salute a livello locale in provincia di Bologna e il consorzio fra Comuni toscani per ridurre spese inutili, a sottoporre l'azione dei singoli a regole stabilite dall'organismo comune di coordinamento, a superare un'interpretazione economicistica del concetto di “livelli di assistenza” adattandoli al bisogno.

## Città e Regioni partecipanti

### Abruzzo
- Silvi

### Calabria
- Marina di Gioiosa Ionica

### Emilia-Romagna
- Anzola dell'Emilia
- Bologna
- Budrio
- Cadelbosco di Sopra
- Ferrara
- Modena
- Nonantola
- Piacenza
- Regione Emilia-Romagna

### Friuli-Venezia Giulia
- Aviano
- Budoia
- Caneva
- Duino-Aurisina
- Fiumicello
- Pasiano di Pordenone
- Reana del Rojale
- Sacile
- San Vito al Tagliamento
- Santa Maria la Longa
- Tolmezzo
- Trivignano Udinese
- Udine

### Lazio
- Fara in Sabina
- Roma

### Liguria
- Genova

### Lombardia
- Alfianello
- Cassano Magnago
- Cremona
- Curtatone
- Milano
- Ostiglia
- Pavia
- Segrate

### Marche
- Ancona

### Piemonte
- Casale Monferrato
- Torino

### Puglia
- Barletta
- Bovino
- Cisternino
- Fasano
- Foggia
- Giovinazzo
- Molfetta
- Terlizzi

### Sardegna
- Cagliari

### Sicilia
- Castelbuono
- Palermo
- Troina

### Toscana
- Arezzo
- Chiesina Uzzanese
- Cortona
- Firenze
- Massa
- Santa Croce sull'Arno
- Siena

### Trentino-Alto Adige
- Bolzano
- Isera

### Umbria
- Trevi

### Veneto
- Arzignano
- Conegliano
- Cornedo Vicentino
- Limena
- Mareno di Piave
- Noventa Padovana
- Padova
- Ponte di Piave
- Venezia
- Zero Branco